# 史擷詠
史擷詠（1958年3月19日—2011年8月22日），英文名 Shih, Jei-Young 或 Gerald Shih，出生於臺灣臺北市，籍貫遼寧營口。配樂家，曾獲得三座金馬獎最佳電影音樂類獎項，成為三金（金馬、金曲、金鐘）得主。

## 生平
史擷詠從小學就開始學習鋼琴，其父是作曲家史惟亮。中學時代就讀於光仁中學音樂班，主修長笛，之後進入國立藝專（今國立臺灣藝術大學）作曲科，專攻理論作曲。
1978年畢業於國立藝專，服役期間入中華民國陸軍陸光藝工隊，退伍後則進入愛波唱片公司擔任唱片製作人，1986年創立普飛錄音室。由於1980年代台灣電影景氣頗佳，史擷詠受到永昇電影公司老闆陳耀圻提攜，開始踏入配樂的創作領域，並於1986年及1990年分別以《唐山過臺灣》（與左宏元共同獲獎）、《滾滾紅塵》兩部音樂作品，得到金馬獎最佳電影配樂。1995年再以《阿爸的情人》入圍第32屆金馬獎最佳電影音樂，並入圍比利時根特影展最佳電影音樂。
2000年前往中國大陸投資經營公司，於上海、北京、四川等多處布點，挑戰當地市場，同時維持創作活動。但是由於擴充過速與當地經營環境惡劣，不僅心力交瘁，健康也急速惡化。2003年兼任國立臺灣師範大學音樂系副教授，同年以音樂專輯《同路人──詩說情、愛》獲第14屆金曲獎最佳跨界音樂專輯獎；2005年結束中國大陸公司後，再次全心投入臺灣的音樂教育與創作活動。2006年成立了聲碼數位有限公司，引介海外藝文團體或個人來臺演出。2009年為高雄世運閉幕式製作人。
史擷詠從事音樂創作30年，是當年少見的「跨界」音樂人，作品涵蓋電影、紀錄片、演奏曲專輯、廣告、電玩，甚至舞台劇、歌舞劇等跨媒體藝術領域大型創作，並參與4500支以上的廣告配樂。其創作曾多次入圍國際影展與金馬獎、金鐘獎、金曲獎（三金），更曾獲得金馬獎三座獎項。並經常擔任各大比賽如金馬獎、金曲獎等評審職務，曾任教於國立臺灣師範大學、國立中山大學、國立臺南藝術大學等音樂系。
2011年，於台北市中山堂首演的《金色年代華語電影劇場──電影幻聲交響SHOW》中，親自擔任演奏會的製作、編曲與指揮，由於數日未眠，8月19日演奏會當晚不幸因過勞而急性心肌梗塞昏厥，最後來不及謝幕，猝然倒在舞台旁，震驚全場。三日後8月22日12時36分，病逝於台大醫院，享年53歲。

## 得獎記錄
| 1985年 | 以記錄片配樂《山河錦繡》，榮獲芝加哥工業影展「銀牌獎」 |
| 1986年 | 以電影配樂《唐山過台灣》，榮獲第23屆金馬獎「最佳原著音樂」 以電影配樂《唐山過台灣》，榮獲第23屆金馬獎「最佳電影插曲」                                                                                       |
| 1990年 | 以電影配樂《滾滾紅塵》，榮獲第27屆金馬獎「最佳電影音樂」併入圍第10屆香港電影金像獎「最佳電影音樂」 |
| 1993年 | 以電影配樂《青春無悔》，入圍第30屆金馬獎「最佳電影音樂」 |
| 1995年 | 以電影配樂《阿爸的情人》，入圍比利時根特影展「最佳電影音樂」、及第32屆金馬獎「最佳電影音樂」 |
| 1997年 | 以中視單元劇《夢土》，入圍第32屆金鐘獎「音效獎」 |
| 2003年 | 以音樂專輯《同路人──詩說情、愛》，榮獲第14屆金曲獎「最佳跨界音樂專輯獎」，並同時入圍第14屆金曲獎「最佳製作人獎」                                                                                            |
| 2004年 | 以電視原聲帶《赴宴》，入圍第15屆金曲獎「最佳流行音樂演奏專輯獎」 |
| 2005年 | 以電視配樂《水果冰淇淋》，入圍廣播電視小金鐘獎「最佳原創音樂獎」 以遊戲音樂《鐵血三國誌》交響組曲，入圍第16屆金曲獎「最佳作曲人獎」、「最佳跨界音樂專輯獎」、「最佳演奏獎」                                 |
| 2007年 | 以音樂專輯《精靈的手指舞》，與曾俞璇一同入圍第18屆金曲獎「最佳專輯製作人獎」 以音樂專輯《夢土──部落之星》，榮獲第18屆金曲獎「最佳作曲人獎」，並同時入圍第18屆金曲獎「最佳跨界專輯獎」、「最佳專輯製作人獎」 |
| 2009年 | 以音樂專輯《精靈幻想國》，入圍第20屆金曲獎「最佳兒童音樂專輯獎」 以《精靈幻想國──海洋之星》，入圍第20屆金曲獎「最佳編曲人獎」                                                                               |
| 2010年 | 以紀錄片《目送1949──龍應台的探索》，榮獲第45屆金鐘獎「音效獎」 |
| 2011年 | 以公視單元劇《瑰寶1949》，榮獲第46屆金鐘獎「音效獎」 |
| 2012年 | 追頒第23屆金曲獎傳統暨藝術音樂類「特別貢獻獎」 |

## 代表作品

### 電影配樂
| 年代   | 電影名稱             | 得獎                                                                 |
| ------ | -------------------- | -------------------------------------------------------------------- |
| 1982年 | 癡情奇女子           |                                                                      |
|        | 霹靂大妞             |                                                                      |
|        | 失節                 |                                                                      |
| 1983年 | 金門女兵             |                                                                      |
| 1986年 | 唐山過台灣           | 第23屆金馬獎「最佳原著音樂」（與左宏元共同獲獎）「最佳電影插曲」     |
| 1987年 | 宵待草               |                                                                      |
|        | 芳草碧連天           |                                                                      |
| 1988年 | 媽媽帶我回家         |                                                                      |
| 1990年 | 時代之風             |                                                                      |
|        | 滾滾紅塵             | 第27屆金馬獎「最佳電影音樂」                                         |
| 1993年 | 青春無悔             | 第30屆金馬獎「最佳原著音樂」入圍                                     |
| 1995年 | 阿爸的情人           | 第32屆金馬獎「最佳原著音樂」入圍；比利時根特影展「最佳電影音樂」入圍 |
| 1997年 | 絕地反擊             |                                                                      |
| 1999年 | 魔法阿媽（動畫）     |                                                                      |
| 2004年 | 擁抱大白熊           |                                                                      |
| 2009年 | 2分20秒              |                                                                      |
| 2010年 | 酷馬                 |                                                                      |
| 2011年 | 新天生一對〔預告篇〕 | （遺作）                                                             |

### 電視、廣播音樂
| 年代          | 媒體           | 節目                     | 擔綱                 |
| ------------- | -------------- | ------------------------ | -------------------- |
| 1986年~1992年 | 公視製播組     | 愛的進行式               | 配樂                 |
| 1985年        | 華視           | 煙雨濛濛                 | 主題曲               |
| 1987年        | 公視製播組     | 天文奇觀                 | 配樂                 |
| 1996年        | 中視           | 夢土                     | 配樂                 |
|               | 台北愛樂       |                          | 頻道主題音樂         |
|               | 台北愛樂       | 彩虹映象                 | 製作、主持           |
| 1997年        | 緯來電影台     |                          | 頻道主題音樂         |
| 1998年        | 三立衛星電視台 |                          | 頻道主題音樂         |
|               | 中視二台       |                          | 頻道主題音樂         |
| 1999年        | 公視           |                          | 頻道主題音樂         |
|               | 中廣新聞網     |                          | 頻道主題音樂〈權威〉 |
| 2000年        | 公視           | 九歲那年                 | 配樂                 |
|               | 公視           | 台灣玉                   | 配樂                 |
|               | 公視           | 大寒                     | 配樂                 |
|               | 公視           | 遺失                     | 配樂                 |
|               | 公視           | 在親密與孤獨間漂流的愛情 | 配樂                 |
|               | 公視           | 擁抱大白熊               | 配樂                 |
| 2001年        | 公視           | 部落面對面               | 主題曲、片尾曲       |
|               | 公視           | 大醫院小醫師             | 配樂                 |
|               | 公視           | 原住民新聞雜誌           | 主題音樂             |
| 2002年        | 國立空中大學   |                          | 主題音樂             |
|               | Plug TV        |                          | 主題音樂             |
| 2003年        | 公視           | 赴宴                     | 配樂                 |
|               | 遠東卡通       | PiPi與QQ龍               | 配樂                 |
| 2004年        | 公視           | 罕見兒疾病               | 配樂                 |
|               | 大愛電視       | 擺渡                     | 配樂                 |
| 2005年        | 公視           | 水果冰淇淋               | 配樂                 |
|               | 公視           | 45度C天空下              | 配樂                 |
| 2006年        | 大愛           | 大地之子                 | 配樂                 |
| 2008年        | 三立           | 波麗士大人               | 配樂                 |
| 2011年        | 公視           | 瑰寶1949                 | 配樂                 |

### 紀錄片配樂
| 年代   | 委託單位       | 節目                         |
| ------ | -------------- | ---------------------------- |
| 1984年 | 行政院新聞局   | 中華民國的貿易奇蹟           |
| 1985年 | 行政院新聞局   | 山河錦繡                     |
| 1991年 | 行政院新聞局   | 台灣獼猴──毛毛臉與和她的朋友 |
| 1992年 | 行政院新聞局   | 寶島采風錄                   |
| 1993年 | 行政院新聞局   | 蘭陽平原                     |
| 1994年 | 行政院新聞局   | 儒家思想與台灣經驗           |
| 1996年 | 光啟社         | 沙勿略傳                     |
| 1998年 |                | 世界愛滋日──紅絲帶的故事     |
| 2000年 |                | 癌症末期安寧病房             |
| 2001年 |                | 李行與他的行李               |
| 2003年 | 安寧照顧基金會 | 生命的樂章                   |
| 2004年 | 國立故宮博物院 | 75分鐘紀錄片                 |
| 2007年 | 公視基金會     | 銀髮熟年                     |
| 2007年 | 光陽工業       | 歐洲車展宣傳片               |
| 2009年 | 三立電視       | 目送1949──龍應台的探索       |

### 兒童音樂
| 年代          | 系列                          | 內容                         |
| ------------- | ----------------------------- | ---------------------------- |
| 1998年        | 漢聲愛的小小百科 第8輯104單元 | 100多首全新兒童歌謠          |
| 1999年        | 漢聲小小歌劇團公演            |                              |
| 2000年        | 兒童小音樂劇                  | 雪后、達可鴨冒險記、新白雪公主 |
|               | 東森幼幼台YoYo點點名          | 第1、2集共24首兒童歌謠       |
| 2003年        | 公視水果冰淇淋                | 鴨子逛夜市                   |
| 2004年        | 巧連智夏季公演舞台劇          | 巧虎的大冒險──魔法王國歷險記 |
|               | 巧連智冬季公演舞台劇          |                              |
| 2005年        | 小魔女Do Re Me                |                              |
| 2006年~2010年 | 小人國、六福村、月眉育樂世界  | 多部音樂舞劇配樂             |

### 表演藝術音樂
| 團體             | 年代          | 內容                                 | 備註                               |
| ---------------- | ------------- | ------------------------------------ | ---------------------------------- |
| 青訪團           | 1986年~1987年 | 龍的慶典                             | 音樂舞劇                           |
| 太古踏舞團       | 1988年        | 生之曼陀羅                           | 四幕舞劇                           |
| 太古踏舞團       | 1993年        | 無畫胎藏                             |                                    |
| 太古踏舞團       | 1999年        | 蛹舞                                 |                                    |
| 當代傳奇劇團     | 1990年        | 王子復仇記                           | 六幕歌舞劇                         |
| 新古典舞團       | 1997年        | 黑洞                                 |                                    |
| 新古典舞團       | 1998年        | 波瀾三重奏                           |                                    |
| 台北民族舞團     | 1990年        | 雅美飛魚祭                           |                                    |
| 台北民族舞團     | 2000年        | 異色蓮想                             | 四幕舞劇                           |
| 台北民族舞團     | 2002年        | 天龍八部                             |                                    |
| 舞台話劇         | 1997年        | 雷雨                                 |                                    |
| 舞台話劇         | 1999年        | 四川好女人                           |                                    |
| 蓮華普門         | 2003年        | 大唐西域記                           | 二十幕多媒體說唱舞劇               |
| 台北市立交響樂團 | 2004年        | 《鐵血三國誌》、《天下無雙》交響組曲 | 華人遊戲音樂首次由交響樂團公開演奏 |
| 台北市立交響樂團 | 2005年        | 35週年紀念《慶典序曲》               | 專輯製作人                         |
| 國立中正文化中心 | 2004年        | 史惟亮逝世30週年紀念音樂會           |                                    |
| 國立中正文化中心 | 2005年        | 華語百年電影音樂會                   | 音樂總監、音樂創作                 |
| 高雄市政府       | 2009年        | 高雄世運會閉幕式                     | 總製作人、音樂總監、音樂創作       |
| 新古典舞團       | 2009年        | 劉鳳學123號作品──雲豹之鄉            |                                    |
| 李行電影工作室   | 2010年        | 夏雪──感天動地竇娥冤                 |                                    |
| 台灣電影交響樂團 | 2011年        | 金色年代──電影幻聲交響SHOW           | 音樂總監、音樂創作、指揮（告別作） |

### 動畫、遊戲音樂
| 委託公司           | 年代                 | 作品                             | 備註                                                 |
| ------------------ | -------------------- | -------------------------------- | ---------------------------------------------------- |
| 王小棣導演         | 1999年               | 魔法阿媽                         | 動畫電影                                             |
| 華義國際           | 2000年               | 三國風雲II、俠客列傳             |                                                      |
| 華義國際           | 2001年               | 石器時代II                       |                                                      |
| 華義國際           | 2002年               | 瘋狂原始人                       |                                                      |
| 華義國際           | 2003年               | 天下無雙                         | 華人遊戲音樂第一部以真實大型管弦樂團錄製             |
| 華義國際           |                      | 鐵血三國志                       | 華人遊戲音樂第二部以真實大型管弦樂團錄製             |
| 爾波國際           | 2000年               | 3D動畫影片成吉思汗傳奇（預告篇） |                                                      |
| 和仲科技           | 2001年               | 烈日奇俠傳                       |                                                      |
| 雷比斯線上科技遊戲 | 2001年               | 白夜                             |                                                      |
| 香港GAME ONE       | 2002年               | 水晶奇幻緣（片頭）               |                                                      |
| 香港GAME ONE       | 老夫子大富翁（片頭） |                                  |                                                      |
| 香港GAME ONE       | 古龍群俠傳3D（片頭） |                                  |                                                      |
| 奧汀科技           | 2002年               | 異域狂想曲                       |                                                      |
| 躍師影像科技       | 2001年               | 紙飛機                           | 3D、4D立體動畫                                       |
| 躍師影像科技       | 2002年               | U-BOAT                           | 3D、4D立體動畫                                       |
| 躍師影像科技       | 2003年               | 中國大法師、假如我是一隻蟲       | 3D、4D立體動畫                                       |
| 躍師影像科技       | 2004年               | 高鐵立體電影──時間與空間         | 3D、4D立體動畫                                       |
| 躍師影像科技       | 2005年               | 狗水手                           | 3D、4D立體動畫                                       |
| 躍師影像科技       | 清明上河圖           |                                  | 3D、4D立體動畫                                       |
| 躍師影像科技       | 打火狗               |                                  | 3D、4D立體動畫                                       |
| 躍師影像科技       | 2007年               | 世紀飛行                         | 3D、4D立體動畫                                       |
| 大正系統           | 2002年               | 邪靈復活                         |                                                      |
| 遊戲橘子           | 2003年               | 諾亞方舟東京展覽版               |                                                      |
| 交通部             | 2003年               | 馬路小英雄                       | 3D動畫，全10集                                       |
| 樂陞科技           | 2003年               | 鬼疫                             | 台灣第一部躍上國際市場，與XBOX、PS2簽約之作品        |
| 樂陞科技           | 2004年               | Hello Kitty                      |                                                      |
| 遠東卡通           | 2003年～2004年       | PIPI的QQ龍2D動畫                 | 華人第一部自製長篇卡通影集，2004年於公視首播，全60集 |
| 遠東卡通           | 2005年               | BOBO鼠動畫（坎城影展展覽版）     |                                                      |
| 上海九城與台灣智冠 | 2005年               | 魔獸爭霸漢化版語音製作           |                                                      |
| 活耀動感科技       | 2005年               | Pink Pink動畫（坎城影展展覽版）  |                                                      |
| 清華大學           | 2007年               | 飛鼠部落科學3D動畫影集           | 全10集                                               |
| 中國金山軟件       | 2010年               | 月影傳說                         | 劍俠情緣Online版系列                                 |

### 純音樂作品
| 年代   | 作品         |
| ------ | ------------ |
| 1983年 | 慈濟頌       |
| 1992年 | 慈濟護校校歌 |
| 1993年 | 城市傳奇音樂 |
| 2001年 | 慈濟小學校歌 |
| 2009年 | 音之影       |

### 廣告音樂
自1980年起為廣告影片創作總數超過4500首以上，包括麥當勞第1代至第15代廣告、肯德基、漢堡王、溫蒂漢堡、福特汽車、豐田汽車、日產汽車、裕隆汽車、光陽機車、資生堂、佳麗寶、露得清、海倫、青箭、乖乖……等。

## 專輯
| 年代   | 作品                                   | 發行               |
| ------ | -------------------------------------- | ------------------ |
| 1993年 | 《青春無悔》電影原聲帶                 | 滾石唱片           |
| 1993年 | 「群我倫理促進會」音樂專輯             | 群我倫理促進會     |
| 1995年 | 《阿爸的情人》電影原聲帶               | 滾石唱片           |
| 1996年 | 《沙勿略傳》電影原聲帶                 | 天主教             |
| 1997年 | 《絕地反擊》電影原聲帶                 |                    |
| 1999年 | 《魔法阿媽》動畫原聲帶                 | 滾石唱片           |
| 1999年 | 《生命樂章》雙CD音樂專輯               | 慈濟功德會         |
| 2001年 | 《大醫院小醫師》有聲書CD               |                    |
| 2002年 | 《YoYo點點名》1、2音樂合輯（雙CD版）   | 東森幼幼台         |
| 2003年 | 《赴宴》電視原聲帶                     | 風潮唱片           |
| 2003年 | 《天下無雙》遊戲原聲帶                 | 華義國際           |
| 2003年 | 《大唐西域記交響詩》雙CD原聲帶         | 曹溪文化           |
| 2003年 | 《同路人──詩說情、愛》展演             | 普飛               |
| 2005年 | 《鐵血三國志交響組曲》遊戲原聲帶       | 華義國際           |
| 2005年 | 《45℃天空下》電視原聲帶                |                    |
| 2005年 | 《天空下的笛聲》CD專輯                 |                    |
| 2006年 | 《大地之子》電視原聲帶                 |                    |
| 2006年 | 《精靈的手指舞》直笛專輯               | 風潮唱片           |
| 2006年 | 《夢土──部落之心》                     | 義美藝術教育基金會 |
| 2008年 | 《波麗士大人》電視原聲帶               |                    |
| 2008年 | 《精靈双人舞》、《精靈幻想國》直笛專輯 | 六寶文化科技       |

## 演出

### 電視劇演出
- 2008年 波麗士大人飾演 安郁夫（安教授）

## 腳註
1. ↑  原名浦飛錄音室。
2. ↑  邱祖胤、黃依歆. . 中國時報. 2011-08-19  [2011-08-22]. （原始内容存档于2011-09-30） （中文（臺灣））.
3. ↑  魏紜鈴. . 中央社. 2011-08-22  [2011-08-22]. （原始内容存档于2013-12-12） （中文（臺灣））.

## 外部連結
- 盧心權. . 新紀元週刊186期. 2010-08-19  [2011-08-23]. （原始内容存档于2011-09-06） （中文（臺灣））.
- 史擷詠在互联网电影资料库（IMDb）上的資料（英文）
- 史擷詠在香港影庫上的簡介